# Eucithara stromboides
Eucithara stromboides é uma espécie de gastrópode do gênero Eucithara, pertencente a família Mangeliidae.